# Place du Maréchal-Józef-Piłsudski
La place du Maréchal-Józef-Piłsudski (en polonais Plac Marszałka Józefa Piłsudskiego) est une place située dans l'arrondissement de Śródmieście (Centre-ville) à Varsovie.
Elle s'appelait auparavant jusqu'en 1928 place de Saxe (Plac Saski), puis de 1945 à 1990 place de la Victoire (Plac Zwycięstwa).
Tous les ans, le concert Warszawiacy śpiewają (nie)zakazane piosenki est organisé sur la place.